# Beautiful Sound
「Beautiful Sound」（ビューティフル・サウンド）は、日本のR&BグループのSkoop On Somebodyが2015年4月8日にリリースした初となる配信限定シングル。

## 概要
ジャケット衣装はBEAMS LIGHTSがスポンサー。

## 収録曲
1. Beautiful Sound
  - 作詞・作曲：三浦北斗　編曲：太田貴之